# Procloeon viridoculare
Procloeon viridoculare är en dagsländeart som först beskrevs av Berner 1940.  Procloeon viridoculare ingår i släktet Procloeon och familjen ådagsländor. Inga underarter finns listade i Catalogue of Life.